# Dorothee Bohle
Dorothee Bohle (* 1964) ist eine deutsche Politikwissenschaftlerin. Sie ist Professorin für Vergleichende Politikwissenschaft an der Universität Wien.

## Werdegang
Dorothee Bohle studierte Politikwissenschaft in Hamburg, Berlin und Paris. Zwischen 1994 und 1999 arbeitete sie am Wissenschaftszentrum Berlin für Sozialforschung und promovierte 2001 an der FU Berlin. Sie lehrte ab dem Jahr 2000 Internationale Politische Ökonomie an der Central European University, Budapest. 2013 wurde sie nach mehreren Jahren als Assistant und Associate Professor auf eine Professur berufen. Von 2016 bis 2021 war sie Professorin am Europäischen Hochschulinstitut in Florenz. Seit 2021 ist sie Professorin für Vergleichende Politikwissenschaft an der Universität Wien.
Ihre Arbeitsschwerpunkte sind Themenfelder der Internationalen Politischen Ökonomie, europäische Integration und Osterweiterung, Transformationsprozesse in Mittel- und Osteuropa. Für ihr Buch zur Entwicklung des Kapitalismus in Zentral- und Osteuropa (mit Béla Greskovits) erhielt sie den Stein-Rokkan-Preis für Vergleichende Sozialwissenschaftliche Forschung des European Consortium for Political Research.

## Schriften (Auswahl)
Monografien
- Europas neue Peripherie. Polens Transformation und transnationale Integration. Westfälisches Dampfboot, Münster 2002.
- Capitalist Diversity on Europe’s Periphery. Cornell University Press, Ithaca/New York 2012. Co-Autor: Béla Greskovits.

## Auszeichnungen
- 2013: Stein Rokkan Prize for Comparative Social Science Research für das Buch Capitalist Diversity on Europe’s Periphery[3]